# Mata Hari (computerspel uit 2008)
Mata Hari is een  avonturenspel voor de pc op basis van de legendarische Nederlandse danseres Margaretha Geertruida Zelle en ontwikkeld door het Duitse bedrijf Cranberry Production GmbH. Het stuk werd geschreven en geregisseerd door Hal Barwood en Noah Falstein, auteurs in het verleden van verschillende avonturenspelen geproduceerd door LucasArts.